# Eiaculazione femminile

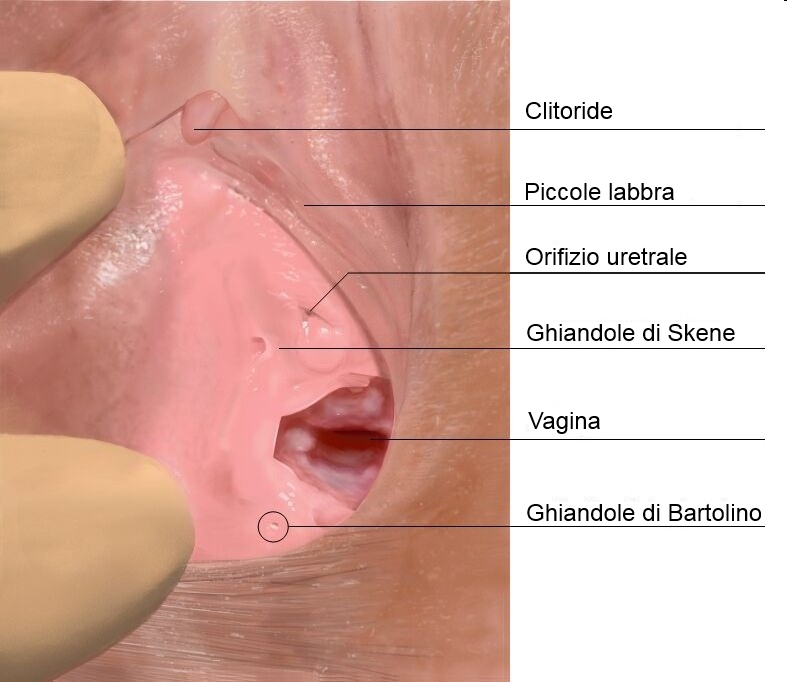
Le ghiandole di Skene sono ritenute importanti per il fenomeno dell'eiaculazione femminile.

L'eiaculazione femminile consiste nell'espulsione di liquido dai condotti parauretrali, attraverso e intorno all'uretra della donna, durante o prima di un orgasmo.
La sua esistenza è stata riconosciuta da molti, ed è stato accertato che in alcune donne vi sono manifestazioni eiaculatorie che si qualificano come straordinarie rispetto ai normali fenomeni di lubrificazione connessi all'eccitazione sessuale, ma a tutt'oggi manca un consenso scientifico sulle modalità dell'eiaculazione stessa e sull'origine dei fluidi in questione, che non è ancora stata univocamente identificata.
È colloquialmente nota, soprattutto grazie al cinema pornografico, anche coi termini inglesi squirting o gushing, sebbene la ricerca scientifica più recente indichi che l'eiaculazione femminile e lo squirting siano fenomeni diversi: lo squirting viene attribuito a un'improvvisa espulsione di liquido che in parte proviene dalla vescica e contiene urina.
La fonte esatta e la natura del fluido continua ad essere un argomento di dibattito tra i professionisti, in relazione anche ai dubbi sull’esistenza del punto G. Si tratta pertanto di un fenomeno in merito al quale non esiste ancora un consenso unanime nella comunità medica e scientifica.

## Storia
Nel 1559 l'anatomista italiano Realdo Colombo riferì dell'eiaculazione femminile mentre spiegava le funzioni della clitoride, e nel XVII secolo l'anatomista olandese Regnier de Graaf scrisse, in un libro sull'anatomia femminile, di fluidi «che correvano fuori» e «che zampillavano» durante l'eccitamento sessuale. Egli nel 1673 identificò la cosiddetta "prostata femminile", costituita da un insieme di piccole ghiandole situate sulla parete anteriore della vagina attorno alla parte inferiore dell'uretra.
La medicina moderna riconoscerà che questa componente del sistema genitale femminile costituisce l'omologo della prostata maschile.
Nel 1860 il ginecologo Alexander Skene riconobbe queste formazioni e le battezzò con il nome di ghiandole di Skene, attribuendovi la funzione di espellere un liquido per aumentare la lubrificazione e la libido nella donna. Tale caratteristica è stata confermata da studi recenti che hanno accertato che in presenza di stimolazione interna della vagina le ghiandole di Skene possono effettivamente secernere grandi quantità di liquido lubrificante, risultando il candidato più probabile nella ricerca dell'organo alla base dell'eiaculazione femminile.

## Le ghiandole di Skene e l'eiaculazione femminile
Le donne possiedono organi secretori sviluppatisi dallo stesso tessuto embrionale della prostata maschile (di cui costituiscono l'omologo, similmente alla relazione che vige tra testicoli e ovaie), che sono chiamati ghiandole periuretrali o di Skene. Sono situate sulla parete anteriore della vagina attorno alla parte inferiore dell'uretra, in corrispondenza di quello che buona parte della letteratura definisce il punto G.
La dimensione e la struttura di queste ghiandole sembrano variare, in modo anche considerevole, da donna a donna, potendo persino sfociare nell'atrofia in alcuni casi. Uno studio, condotto nel 2002 presso l'università dell'Aquila, ha riscontrato una grande variabilità della microanatomia femminile, per cui la grandezza delle aperture delle ghiandole periuretrali varia moltissimo da donna a donna, fino a quasi scomparire e/o essere atrofiche in alcune donne. Se le ghiandole periuretrali sono la causa dell'eiaculazione femminile, questo potrebbe allora spiegare l'assenza del fenomeno in molte donne.
Il fluido che producono presenta delle somiglianze in composizione chimica e ormonale con quello secreto dalla prostata maschile (quello che diluisce lo sperma) e, così come negli uomini, una volta secreto passa per l'uretra.
Le ghiandole di Skene si possono riempire di fluido in risposta all'eccitazione sessuale e in particolare in seguito alla stimolazione vaginale interna, presumibilmente stimolando il "punto G", cioè la radice della clitoride (mediamente situata a circa 2–3 cm all'interno della parete anteriore della vagina). In alcuni casi, possono essere sentite con l'esplorazione digitale attraverso il muro vaginale. Il rigonfiamento del tessuto circostante l'uretra risulta in tali casi l'effetto di una combinazione tra le ghiandole che si riempiono di fluido e il tessuto erettile circostante che si solleva (fatto dello stesso tessuto che negli uomini costituisce il corpo spugnoso, che consente l'erezione del pene).
Il fluido accumulato nelle ghiandole viene immesso nell'uretra, da cui può venire espulso in seguito alle contrazioni ritmiche dei muscoli pelvici tipiche dell'orgasmo. In questo caso il fluido reca solitamente tracce di urina, come evidenziato da analisi chimiche condotte in ambito scientifico.
Il quantitativo di fluido rilasciato è assai variabile, in seguito al ripetersi delle contrazioni e al conseguente riempimento e svuotamento delle ghiandole durante l'orgasmo.
In alcune situazioni patologiche di origine somatica, l'eiaculazione retrograda, consistente nello spostamento del fluido attraverso l'uretra fino alla vescica, potrebbe rappresentare un'ulteriore spiegazione dell'assenza del fenomeno dell'eiaculazione in alcune donne.

### Eiaculazione femminile vs squirting o gushing
Alcune ricerche hanno fatto una distinzione tra l'eiaculazione femminile e ciò che è colloquialmente noto come squirting o gushing. Questi termini sono usati dal pubblico in modo intercambiabile, il che spesso genera confusione. In queste pubblicazioni di ricerca si suggerisce che la "vera" eiaculazione femminile è l'emissione di un fluido molto scarso, denso e biancastro dalla ghiandola di Skene, mentre lo "squirting" o "gushing" (mostrato spesso nella pornografia) è un fenomeno diverso: l'espulsione di un fluido chiaro e abbondante, che è stato dimostrato essere un fluido diluito dalla vescica urinaria.

## Impatto sulla salute
Molte donne, prima di conoscere l'eiaculazione, provavano vergogna o evitavano l'intimità sessuale con la convinzione di aver bagnato il letto. Altre sopprimevano il climax sessuale, cercavano consigli medici per questo "problema" e si sottoponevano persino a interventi chirurgici.
La letteratura contemporanea sulla salute delle donne riassume ciò che è considerato reale: la quantità di liquido varia notevolmente e può essere impercettibile, si verifica con o senza stimolazione vaginale, può accompagnare l'orgasmo o semplicemente un piacere sessuale intenso, e l'orgasmo può verificarsi senza eiaculazione. Indipendentemente dal fatto che possa essere appreso o meno, le donne riferiscono di poterlo indurre aumentando la loro risposta sessuale. In ogni caso, oggi esistono innumerevoli seminari per insegnare alle donne che imparare a eiaculare è una forma importante di espressione sessuale femminile. Sundahl lo descrive come un diritto di nascita e una parte essenziale della creatività femminile.